# Inmueble en calle Jota Aragonesa 3 y 5
El inmueble en la calle Jota Aragonesa 3 y 5 de la localidad zaragozana de Alagón es un edificio señorial del siglo XVI declarado Bien catalogado del patrimonio cultural aragonés. Fue construido por encargo del protonotario Filippe Climent. En origen se trataba de dos casas independientes que posteriormente fueron comunicadas: así Casa Climent, sita en esquina, presenta bodega, tres plantas y falsa, mientras que la otra casa, adosada a la primera y con la que comparte la escalera, muestra una traza y estructura mucho más sencilla (tres pisos y falsa), adaptada al desnivel de la calle.
En el exterior, la estructura general de ambas fachadas responde a la tipología de la arquitectura civil de vivienda del momento: edificio de ladrillo de tres plantas, con huecos adintelados en las plantas inferiores (entre los que destaca el propio acceso al edificio con bella puerta de madera tallada con elementos gótico-renacentistas), balcones volados en la planta noble y galería abierta mediante pequeños huecos (que en Casa Climent son arquillos conopiales) bajo el volado alero de madera, de sobria factura, y apeado en ménsulas molduradas.